# Tatort: Salzleiche
Salzleiche ist ein Fernsehfilm aus der Kriminalreihe Tatort der ARD und des ORF. Der Film wurde vom Norddeutschen Rundfunk produziert und am 16. November 2008 erstmals ausgestrahlt. Es handelt sich um die Tatort-Folge 711. Ihr 13. Fall führt Kriminalhauptkommissarin Charlotte Lindholm (Maria Furtwängler) nicht nur nach Gorleben, sondern auch nach Spanien, wo sie nicht nur ermittelt, sondern auch Kontakt mit dem Vater ihres Sohnes aufnehmen will.

## Handlung
Kriminalhauptkommissarin Charlotte Lindholm vom Landeskriminalamt Niedersachsen wird mit einem neuen Fall betraut. In den Salzhalden des Erkundungsbergwerks Gorleben wurde ein Toter gefunden. Vor Ort wird die Kommissarin von Polizeihauptmeister Jakob Halder informiert. Bei dem Toten wurden Papiere gefunden, die ihn als Sven Gutzkow ausweisen. Der Rechtsmediziner Edgar Strelow meint, dass der Mann quasi gepökelt worden sei. Das Salz stammt aus dem nahen Bergwerk. Der Betreiber des atomaren Zwischen- und Endlagers, Sören Kasper, reagiert erregt und meint, einen solchen „Störfall“ habe man noch nie gehabt. Gutzkow war Securitymann bei der Betreibergesellschaft AZE und wurde von Kasper vor einem halben Jahr als vermisst gemeldet. Wie sich später herausstellt, ist Gutzkow infolge einer Gehirnblutung gestorben. Als Tatwerkzeug wurde eine Eisenstange bzw. ein Stück Eisen verwendet.
Als die seinerzeitige Vermieterin Gutzkows zu Lindholm meint, sie hätte noch vergessen, den Beamten, die vorhin da gewesen seien, Briefe zu geben, die sie aufbewahrt habe, ist die Kommissarin alarmiert. In einem Gespräch mit ihrem Vorgesetzten Stefan Bitomsky erfährt sie, dass außer ihr niemand mit dem Fall betraut worden ist. Charlotte meint, überall wohin sie komme, sei schon jemand gewesen, und außerdem habe sie das Gefühl, ständig beobachtet zu werden. Bitomsky erwidert, sie solle nicht paranoid sein. Polizeihauptmeister Halder ist der Ansicht, da wäre vieles möglich, Privatschnüffler, Leute von der Atom-Lobby und so weiter. Zunächst einmal sucht Lindholm zusammen mit Halder den Geologen Manfred Sandmann auf, der von der AZE entlassen wurde und nun von Hartz IV lebt. Für ihn sei die Nachricht vom Tod Gutzkows eine gute, meint er verbittert. Auf Gutzkows Computer, der vermisst wird, seien Daten über Messwerte gewesen, Genaueres wisse er auch nicht. Bei der AZE seien jahrelang Messwerte manipuliert worden, und als er das offengelegt und kritisiert habe, hätte er dagestanden wie ein Idiot und am Ende sogar seine Arbeitsstelle verloren.
Dann wird die Leiche von Sören Kasper gefunden. Vom Pathologen erfährt Lindholm, dass ein Genickbruch ursächlich für den Tod des Geschäftsmanns ist. Strelow ist der Ansicht, dass das einfach ein Unfall gewesen sei. Er ist es auch, der Lindholm mit seinem Freund Elvis bekannt macht, der ihr eventuell helfen könne, die Daten von Gutzkows Handy wiederherzustellen. Von Gutzkows Mutter weiß man, dass kurz nach dem Verschwinden ihres Sohnes ein Kollege aufgetaucht sei und sich nach ihm erkundigt habe. Im Zuge ihrer Ermittlungen beantragt Lindholm einen Durchsuchungsbeschluss für die Wohnung des Wachmanns Erwin Augenthaler. Dabei stößt man auf CDs mit der Aufschrift „Gutzkow“. Während Lindholm mit Augenthaler spricht, hört Halder die Tonträger ab. Man hat Sandmanns Stimme mittels Gutzkows Daten zusammengeschnitten, um Kasper immer dann anzurufen, wenn man sicher war, ihn nicht zu Hause anzutreffen, wodurch eine Antwort unmöglich gemacht werden sollte. Von Elvis erfährt die Kommissarin, dass es theoretisch durchaus möglich sei, einen Anruf vorzutäuschen. Lindholm probiert das aus und lässt den toten Gutzkow bei einer spanischen Firma anrufen. Es wird ermittelt, dass Gutzkow mit einem Mietauto eine Strecke zurückgelegt hat, die etwa der Entfernung Hannover–Spanien entspricht. Auf ihren fingierten Anruf erhält die Kommissarin eine SMS, in der ein Treffen am nächsten Tag um 12:00 Uhr in Barcelona bestätigt wird. Bitomsky will, dass Lindholm nach Katalonien reist und das Treffen wahrnimmt. 
Als die Kommissarin in Barcelona an einer großen Schließfachanlage vorbeikommt, probiert sie mit dem Schlüssel, den sie bei Gutzkow auf dem Grundstück in einem Vogelhäuschen versteckt gefunden hatte, das Schließfach mit der entsprechenden Nummer aus. Sie findet darin einen silbernen Koffer, der neben Messdaten und weiteren Unterlagen auch eine Kapsel mit einem Giftzeichen enthält. Lindholm will so schnell wie möglich mit dem Koffer zurück nach Deutschland und besteigt ein Taxi, das sie zum Bahnhof bringen soll. Im Wagen beschleicht sie ein ungutes Gefühl, zumal sie auch von ihrer Freundin Belinda eindringlich gewarnt worden ist, dass ihr Gefahr drohe. Ihre Vermutung, dass der Fahrer nicht zu dem von ihr genannten Ziel fährt, wird zur Gewissheit, als das Auto hält. Der Fahrer steigt aus und lässt Lindholm allein zurück. Auch Lindholm verlässt den Wagen und ganz plötzlich taucht ein Mann vor ihr auf, der erst wissen will, wo Gutzkow sei, und dann nach der Ware fragt, wobei er seine Pistole auf die Kommissarin richtet. In diesem Moment trifft vermummte Polizei ein und schießt auf den Mann. Dunker, ein Beamter des BND, stellt sich Lindholm vor und meint, sie habe gute Arbeit geleistet. Es stellt sich heraus, dass Gutzkow ein Agent des BND war. Das in der Kapsel enthaltene Caesium habe man wo anders her, nicht aus Gorleben. Da draußen werde auf Teufel komm raus mit radioaktivem Material gehandelt. Wenn man nicht darauf reagiere, sei man selbst eines Tages in der Position des Schafes, das zur Schlachtbank geführt werde. Ihr Chef Bitomsky habe Bescheid gewusst, da er ja schließlich ihre kleine Dienstreise habe genehmigen müssen. Dann will Dunker wissen, ob außer den Messdaten und der Kapsel noch etwas in dem Koffer gewesen sei, was die Kommissarin verneint. 
Wieder zurück in der Heimat, lässt Lindholm Bitomsky spüren, dass sie sauer auf ihn ist, dass er sie, ohne mit der Wimper zu zucken, einer solchen Gefahr ausgesetzt hat. Er führt zu seiner Verteidigung an, dass er keine andere Wahl gehabt habe. Die Kommissarin hat immer noch einen Mord zu klären. Sie telefoniert die in dem Koffer aufgefundenen Nummern ab und stellt fest, dass darunter auch Halders Nummer ist. Unter einem Vorwand lässt sie Halders Frau Bettina etwas auf einen Zettel schreiben und erkennt ihre Schrift als die wieder, die sich auch auf einem Zettel befand, den sie in Gutzkows Mülleimer gefunden hatte. Sie sagt der jungen Frau auf den Kopf zu, dass sie ein Verhältnis mit Gutzkow gehabt habe und dass das Kind, das sie erwarte, von ihm sei. Sobald es auf der Welt sei, werde sie einen Vaterschaftstest veranlassen. Aus Halder bricht es heraus, dass er sich lange angesehen habe, wie seine Frau und Gutzkow sich immer wieder getroffen hätten, und dann habe sie ihm gesagt, dass sie schwanger sei. Daraufhin habe er Gutzkow zur Rede gestellt, der höhnisch gemeint hätte, er solle doch froh sein, dass da jetzt bei Bettina etwas unterwegs sei. Dann habe diese Eisenstange da gelegen … das sei doch keine Absicht gewesen. Die Kommissarin muss den Polizeibeamten festnehmen. 
Als Martin am Abend einen Bericht über die sofortige Freistellung von Dunker liest, in dem sich ein versteckter Hinweis befindet, meint er, nun wisse er, weswegen Charlotte in Barcelona gewesen sei.

## Produktion und Hintergrund
Die Dreharbeiten erstreckten sich über den Zeitraum 7. April 2008 bis 11. Mai 2008. Gedreht wurde in Hannover und Umgebung, im Wendland und in Barcelona. Außerdem erhielt das Team eine Drehgenehmigung, in den bergtechnischen Anlagen, so beispielsweise in einem rund 800 Meter tiefen Salzstock, zu filmen. Produktionssender war der NDR, die Redaktion lag bei Doris J. Heinze.
Privates der Kommissarin: In dieser Folge ist Charlotte verzweifelt auf der Suche nach einem Krippenplatz für ihren Sohn David, was sich ziemlich schwierig gestaltet. Martin meint dazu nur, sie habe doch ihn und ihre Mutter Annemarie. Es kommt auch kurz die Sprache auf Davids Vater, einen verheirateten Spanier und Vater von zwei Kindern, zu dem sie keinen Kontakt hat. Ihrer Freundin Belinda Utzmann, ebenfalls Polizeibeamtin, die ihr schon in den Folgen Heimspiel, Atemnot und Das namenlose Mädchen zur Seite gestanden hatte, erzählt Charlotte, dass sie nur wisse, dass Davids Vater in der Nähe von Barcelona lebe. Ihre Dienstreise nach Barcelona nimmt sie dann auch zum Anlass, zu seinem Haus zu gehen, wo sie ihn aus der Ferne mit seinen Töchtern glücklich herumtollen sieht. Daraufhin wendet sie sich zum Gehen. Martin ruft sie während dieser Zeit an und will wissen, ob sie bei Davids Vater sei, er sei doch damals bei der spanischen Kapelle dabei gewesen. Charlotte vertröstet ihn auf ein Gespräch, wenn sie zurück sei.
Der einige Jahre jüngere Pathologe Edgar Strelow hat sich in Charlotte verliebt, bewundert sie und macht ihr Avancen. Die Kommissarin ist jedoch der Meinung, das führe zu nichts.

## Rezeption

### Einschaltquote
Der Film konnte bei seiner Erstausstrahlung am 16. November 2008 9,29 Mio. Zuschauer verbuchen, was einem Marktanteil von 25,8 % entsprach.

### Kritik
TV Spielfilm zeigte mit dem Daumen nach oben, gab für Humor und Action je einen von drei Punkten, für Anspruch und Spannung zwei und befand, „Atomkraft kann echt mörderisch sein!“
Für Rainer Tittelbach war der Tatort: „Mehr als passabel! Viel Handlung, solide Spannung und ein Fall, der die Kommissarin ins Wendland führt mit einem actionhaltigen Zwischenstopp in Spanien. Der ‚Tatort: Salzleiche‘ ist gutes Genre-Handwerk zwischen Dorfkrimi und Politthriller mit einer mutigen, gesellschaftskritischen Note.“
Kathrin Buchner von Stern.de stellte auf die kurz vor der Erstausstrahlung des Films stattgefundenen Demonstrationen gegen die Überführung von radioaktivem Abfall von Frankreich nach Gorleben ab und befand, dass die Tatort-Macher ein „beinahe unheimliches Gespür für Timing“ bewiesen hätten […] „und das bei einem Format, das viele Monate Vorarbeit nötig hat. Respekt.“ Buchner schränkte allerdings ein, dass der Krimi selbst „trotz des brisanten Stoffes Schwächen [habe]“ und sprach von einer Geschichte, die „zu verworren“ gewesen sei.
Focus Online kommentierte: „Kommissarin Lindholm taumelt durch die Ermittlung. Hier die alleinerziehende Bauklotzbauerin in Frühschicht, dort die Dienstreise nach Spanien, die sie zu schmutzigen Bombenbauern und Cäsium im Schließfach führt. Hier der BND, der die Kommissarin als Lockvogel missbraucht, dort die mithelfende Mutter, die ihr rät, das Baby doch aus Zeitgründen wieder abzugeben, solange es noch in die Babyklappe passt.“ Die Geschichte sei „schön ausbalanciert“, da die Mischung zwischen Privatem und Politischem stimme.
Das Nachrichtenmagazin Der Spiegel war der Ansicht, dass der Zuschauer „in der von BND-Aktivitäten und mafiösen Machenschaften verstrahlten Geschichte zeitweise den Durchblick [verliere]“.
Für das Fernsehmagazin Gong war die Folge ein „sehr spannender Fall mit Anleihen beim Politthriller.“ Der Film erhielt fünf von sechs möglichen Punkten, was der Wertung „sehr gut“ entspricht.